# شيدان (أصفهان)
شيدان هي قرية في مقاطعة أصفهان، إيران. يقدر عدد سكانها بـ 495 نسمة بحسب إحصاء 2016.